# 1. FC Saarbrücken (Frauenfußball)
Der 1. FC Saarbrücken ist ein deutscher Fußballverein aus der saarländischen Landeshauptstadt Saarbrücken. Die Frauenfußball-Abteilung entstand durch den Beitritt der Frauenfußballmannschaft des VfR 09 Saarbrücken. Die erste Mannschaft spielte insgesamt 16 Jahre in der Bundesliga und tritt seit dem Abstieg aus der 2. Bundesliga im Jahre 2021 in der Regionalliga Südwest an. Der größte Erfolg der Abteilung war im Jahr 2008 die Finalteilnahme am DFB-Pokal.
Die erste Mannschaft wird seit 2015 von dem ehemaligen Spieler des 1. FC Saarbrücken Taifour Diane trainiert. Die zweite Mannschaft der Frauenfußballabteilung spielte von 2007 bis zum zwangsweisen Abstieg 2021 durchgängig in der Regionalliga Südwest.

## Vorgeschichte

### 1982–1990: Teilnahme an der deutschen Fußballmeisterschaft
Die Frauenfußballmannschaft des VfR 09 Saarbrücken konnte sich im Jahr 1982 erstmals für die deutsche Fußballmeisterschaft qualifizierten. Bei der Deutschen Fußballmeisterschaft 1982 traf in der ersten Runde, dem Achtelfinale, auf den TSV Wulsdorf, gegen den man sich mit 2:0 nach Hin- und Rückspiel durchsetzen konnte. Im Viertelfinale unterlag man dem SC Klinge Seckach. Nachdem man im Jahr 1983 gleich in der ersten Runde gegen Tennis Borussia Berlin ausgeschieden war, konnte sich die Mannschaft erst wieder für die Deutsche Fußballmeisterschaft 1985 qualifizieren. In der ersten Runde, dem Achtelfinale, traf die Mannschaft auf den SV Eintracht Stuttgart, welchen man mit 3:9 im Hin- und Rückspiel besiegen konnte. Nachdem die Mannschaft im Viertelfinale den TuS Binzen besiegt hatte, trafen die Saarbrückerinnen im Halbfinale auf den FC Bayern München. Nachdem man das Hinspiel mit 1:4 verloren hatte, wurde man im Rückspiel mit der 0:12-Niederlage gedemütigt.
Für die Deutsche Fußballmeisterschaft 1986 konnte sich der VfR 09 Saarbrücken qualifizieren. Im Achtelfinale schaltete man den SC Klinge Seckach aus und traf im Viertelfinale auf den FC Bayern München. Gegen die Münchnerinnen schied man erneut aus, aber nur mit 1:2 nach Hin- und Rückspiel. Nachdem man im Jahr 1987 bereits im Achtelfinale ausschied, überstand man bei der Deutschen Fußballmeisterschaft 1988 das Achtelfinale. Nachdem man dort den TuS Binzen mit 6:1 nach Hin- und Rückspiel besiegte, traf man im Viertelfinale auf Fortuna Sachsenroß Hannover und schied mit 2:4 aus dem Wettbewerb aus.
Nach 1985 konnte der VfR 09 Saarbrücken bei der deutschen Fußballmeisterschaft 1989 erneut das Halbfinale erreichen. Im Achtelfinale setzte sich die Mannschaft mit 3:0 gegen den SC Klinge Seckach durch und schlug im Viertelfinale Fortuna Sachsenroß Hannover mit 4:0. Im Halbfinale wartete SSG 09 Bergisch Gladbach. Bereits im Hinspiel unterlagen die Saarbrückerinnen mit 0:2. Im Rückspiel hatten sie keine Chance, das Ergebnis zu drehen, und verloren mit 0:5 und schieden aus dem Wettbewerb aus. In der letzten Austragung der deutschen Fußballmeisterschaft schied die Mannschaft im Viertelfinale gegen den FC Bayern München aus, nachdem man im Achtelfinale den 1. FC Neukölln besiegte.

### 1990–1997: Teilnahme an der Frauen-Bundesliga
| Saison  | Liga           | Platz | S  | U | N | Tore  | Punkte | DFB-Pokal     |
| ------- | -------------- | ----- | -- | - | - | ----- | ------ | ------------- |
| 1990/91 | Bundesliga Süd | 3.    | 9  | 7 | 2 | 44:19 | 25:11  | Viertelfinale |
| 1991/92 | Bundesliga Süd | 3.    | 13 | 1 | 6 | 40:23 | 27:13  | Achtelfinale  |
| 1992/93 | Bundesliga Süd | 3.    | 8  | 4 | 6 | 21:19 | 20:16  | Viertelfinale |
| 1993/94 | Bundesliga Süd | 4.    | 10 | 4 | 4 | 52:28 | 24:12  | Halbfinale    |
| 1994/95 | Bundesliga Süd | 7.    | 5  | 5 | 8 | 29:53 | 15:21  | Viertelfinale |
| 1995/96 | Bundesliga Süd | 7.    | 4  | 6 | 8 | 23:41 | 18     | Viertelfinale |
| 1996/97 | Bundesliga Süd | 4.    | 8  | 4 | 6 | 27:29 | 28     | Achtelfinale  |

Der VfR 09 Saarbrücken ist Gründungsmitglied der Frauen-Bundesliga. Zur Saison 1990/91 wurde er in die Südstaffel eingeteilt und belegte hinter dem FSV Frankfurt und dem TuS 1900 Niederkirchen den dritten Platz und verpasste damit die Qualifikation für die Endrunde um die deutsche Meisterschaft. Auch in den beiden Spielzeiten 1991/92 und 1992/93 verpassten die Saarbrückerinnen als Dritte jeweils die Qualifikation für die Endrunden um die deutsche Meisterschaft. In der Saison 1993/94 belegten sie den vierten Platz in der Südstaffel der Frauen-Bundesliga. Im Gegensatz dazu lief es im DFB-Pokal 1993/94 besser. Nachdem man in den ersten beiden Runden den SV Weiskirchen und den SC Siegelbach besiegte. Traf man im Achtelfinale auf den VfL Sindelfingen. Nachdem es nach 120 Minuten 1:1 stand, besiegten die Saarbrückerinnen die Mannschaft aus Sindelfingen mit 6:5 im Elfmeterschießen. Nachdem man im Viertelfinale den TuS Ahrbach mit 4:2 nach Verlängerung besiegte, schied die Mannschaft aus Saarbrücken im Halbfinale mit 2:9 gegen Grün-Weiß Brauweiler aus.
Nachdem man in den beiden Spielzeiten 1994/95 und 1995/96 jeweils nur den siebten Platz belegte und damit knapp die Klasse hielt, belegte die Mannschaft aus Saarbrücken in der wichtigen Saison 1996/97 den vierten Platz. Damit qualifizierte sich die Mannschaft für die eingleisige Frauen-Bundesliga. Im DFB-Pokal 1996/97 besiegte man in der ersten Runde den SV Ellingen und in der zweiten Runde den SC Siegelbach. Im Achtelfinale traf man auf den FC Rumeln-Kaldenhausen und schied nach einer 1:3-Niederlage aus dem Wettbewerb aus.

## Geschichte

### 1997–2000: Etablierung in der Frauen-Bundesliga
| Saison    | Liga       | Platz | S | U | N  | Tore  | Punkte | DFB-Pokal     |
| --------- | ---------- | ----- | - | - | -- | ----- | ------ | ------------- |
| 1997/98   | Bundesliga | 8.    | 9 | 2 | 11 | 32:41 | 29     | Viertelfinale |
| 1998/99   | Bundesliga | 7.    | 6 | 6 | 10 | 21:31 | 24     | Viertelfinale |
| 1999/2000 | Bundesliga | 10.   | 5 | 3 | 14 | 25:40 | 18     | Halbfinale    |

Zur Saison 1997/98 verließ die Frauenfußballabteilung den VfR 09 Saarbrücken und schloss sich den Lokalrivalen 1. FC Saarbrücken an. In der ersten Saison der eingleisigen Frauen-Bundesliga belegte die Mannschaft aus Saarbrücken mit dem achten Platz einen Mittelfeldplatz. In der darauffolgenden Saison erreichte der 1. FC Saarbrücken seine beste Platzierung in der eingleisigen Frauen-Bundesliga mit dem siebten Platz.
Während man in der Frauen-Bundesliga in der Saison 1999/2000 mit dem zehnten Platz knapp den Abstieg verhinderte, lief es im DFB-Pokal 1999/2000 besser. Nachdem in der ersten Runde kampflos gegen den TuS Ahrbach und im Achtelfinale den SV Oberteuringen besiegt worden war, traf die Mannschaft im Viertelfinale auf den 1. FFC Turbine Potsdam. Durch einen 3:1-Sieg zog die Mannschaft aus Saarbrücken in das Halbfinale ein. Dort traf sie auf den Titelverteidiger 1. FFC Frankfurt und schied durch eine 1:3-Niederlage aus dem Wettbewerb aus.

### 2000–2011: Fahrstuhlmannschaft 1. FC Saarbrücken
| Saison  | Liga                 | Platz | S  | U | N  | Tore   | Punkte | DFB-Pokal     |
| ------- | -------------------- | ----- | -- | - | -- | ------ | ------ | ------------- |
| 2000/01 | Bundesliga           | 12.   | 2  | 3 | 17 | 18:066 | 9      | Achtelfinale  |
| 2001/02 | Bundesliga           | 12.   | 2  | 2 | 18 | 16:071 | 8      | 1. Runde      |
| 2002/03 | Regionalliga Südwest | 1.    | 19 | 1 | 0  | 78:06  | 58     | 1. Runde      |
| 2003/04 | Bundesliga           | 12.   | 0  | 1 | 21 | 07:115 | 1      | Achtelfinale  |
| 2004/05 | 2. Bundesliga Süd    | 2.    | 12 | 3 | 5  | 52:022 | 39     | Achtelfinale  |
| 2005/06 | 2. Bundesliga Süd    | 2.    | 18 | 2 | 2  | 78:015 | 56     | Viertelfinale |
| 2006/07 | 2. Bundesliga Süd    | 1.    | 17 | 4 | 1  | 79:019 | 55     | Halbfinale    |
| 2007/08 | Bundesliga           | 11.   | 4  | 6 | 12 | 26:051 | 18     | Finale        |
| 2008/09 | 2. Bundesliga Süd    | 1.    | 18 | 3 | 1  | 81:010 | 57     | 2. Runde      |
| 2009/10 | Bundesliga           | 9.    | 5  | 4 | 13 | 30:054 | 19     | 2. Runde      |
| 2010/11 | Bundesliga           | 11.   | 4  | 2 | 16 | 20:072 | 14     | Achtelfinale  |

In der Saison 2000/01 konnte der 1. FC Saarbrücken nur neun Punkte sammeln und stand damit als sportlicher Absteiger fest. Der 1. FC Saarbrücken hatte genauso wie der FFC Heike Rheine Glück im Unglück und verblieb in der Liga, da den Sportfreunden Siegen die Lizenz entzogen wurde und der FFC Flaesheim-Hillen seine Mannschaft zurückzog. Der Abstieg wurde damit aber nur um ein Jahr verschoben, weil der 1. FC Saarbrücken die folgende Saison auf dem 12. und damit letzten Platz mit nur acht Punkten beendete. Damit musste die Mannschaft erstmals in die Regionalliga Südwest absteigen. Im DFB-Pokal lief es für den 1. FC Saarbrücken auch nicht besser. Die Mannschaft schied in der ersten Runde gegen den FFC Brauweiler Pulheim durch eine 1:2-Niederlage aus dem Wettbewerb aus.
In der Saison 2002/03 lief es für die Mannschaft aus Saarbrücken im DFB-Pokal auch nicht besser und die Mannschaft schied in der ersten Runde durch eine 0:5-Niederlage gegen SC 07 Bad Neuenahr aus dem Wettbewerb aus. In der Regionalliga Südwest lief es im Gegensatz dazu besser: Die Mannschaft belegte ungeschlagen den ersten Platz und schaffte damit den sofortigen Wiederaufstieg in die Frauen-Bundesliga.
Nach dem direkten Wiederaufstieg holte die Mannschaft in der folgenden Saison lediglich einen Punkt beim 1:1 gegen den SC Freiburg und stieg in die zur Saison 2004/05 neugegründete 2. Bundesliga ab. Zudem ging der 1. FC Saarbrücken negativ in die Geschichte der eingleisigen Frauen-Bundesliga ein. Als erster Verein kassierte man mit 115 Gegentoren mehr als 100 Tore in einer Saison. In der Saison 2004/05 trat die Mannschaft in der Südstaffel der 2. Bundesliga an und verpasste hinter dem VfL Sindelfingen als Zweiter den direkten Wiederaufstieg.
In der Saison 2005/06 verspielte die Mannschaft am letzten Spieltag durch eine 0:2-Niederlage beim TSV Crailsheim die ersehnte Rückkehr ins Oberhaus und belegte am Ende nur den zweiten Platz hinter dem TSV Crailsheim. In der darauffolgenden Saison gelang dann bereits am vorletzten Spieltag der Aufstieg in die Bundesliga. Zudem schlug sich die Mannschaft im DFB-Pokal 2006/07 ansehnlich. Nachdem man in der ersten Runde den ASV Hagsfeld und in der zweiten Runde den SV 67 Weinberg besiegt hatte, traf man im Achtelfinale auf den FF USV Jena. Durch einen 4:1-Sieg zog man in das Viertelfinale ein, wo man Tennis Borussia Berlin mit 2:1 besiegte. Im Halbfinale traf man auf den letztjährigen Pokalfinalisten und schied durch eine 0:4-Niederlage aus dem Wettbewerb aus.
Am 19. April 2008 stand der 1. FC Saarbrücken in Berlin gegen den 1. FFC Frankfurt im Endspiel um den DFB-Pokal. Zuvor besiegte der 1. FC Saarbrücken den SV Eutingen, den SC Sand, Holstein Kiel, den TSV Crailsheim und TuS Köln rrh. 1874. Im Finale hatte man wie im letztjährigen Halbfinale keine Chance und verpasste durch die 1:5-Niederlage den Titelgewinn. Im letzten Spiel der Saison 2007/08 kam die Mannschaft gegen den direkten Konkurrenten im Abstiegskampf, den Hamburger SV, nicht über ein 1:1 hinaus und stieg somit auf Grund des schlechteren Torverhältnisses wieder in die 2. Bundesliga ab.
Die Saarbrückerinnen sicherten sich in der Südstaffel der 2. Bundesliga den Meistertitel und stiegen erneut in die Frauen-Bundesliga auf. In der Saison 2009/10 konnte der 1. FC Saarbrücken erstmals seit der Saison 1990/00 sportlich wieder den Klassenerhalt mit dem neunten Platz sichern. Im Gegensatz dazu schafften sie in der Saison 2010/11 nicht erneut den Klassenerhalt und stiegen als Vorletzter aus der Frauen-Bundesliga ab.

### Seit 2011: Etablierung in der 2. Bundesliga
| Saison  | Liga                 | Platz | S  | U | N  | Tore  | Punkte | DFB-Pokal          |
| ------- | -------------------- | ----- | -- | - | -- | ----- | ------ | ------------------ |
| 2011/12 | 2. Bundesliga Süd    | 8.    | 8  | 5 | 9  | 37:34 | 29     | 2. Runde           |
| 2012/13 | 2. Bundesliga Süd    | 7.    | 9  | 3 | 10 | 40:36 | 30     | 2. Runde           |
| 2013/14 | 2. Bundesliga Süd    | 3.    | 14 | 2 | 6  | 57:24 | 44     | Achtelfinale       |
| 2014/15 | 2. Bundesliga Süd    | 4.    | 11 | 6 | 5  | 65:22 | 39     | 2. Runde           |
| 2015/16 | 2. Bundesliga Süd    | 4.    | 12 | 7 | 3  | 40:29 | 43     | 2. Runde           |
| 2016/17 | 2. Bundesliga Süd    | 6.    | 9  | 2 | 11 | 36:35 | 29     | 2. Runde           |
| 2017/18 | 2. Bundesliga Süd    | 4.    | 10 | 6 | 6  | 48:36 | 36     | Viertelfinale      |
| 2018/19 | 2. Bundesliga        | 8.    | 9  | 9 | 8  | 55:43 | 36     | Achtelfinale       |
| 2019/20 | 2. Bundesliga        | 12.   | 5  | 1 | 10 | 26:39 | 16     | Achtelfinale       |
| 2020/21 | 2. Bundesliga Süd    | 7.    | 4  | 5 | 7  | 69:13 | 42     | 2. Runde           |
| 2021/22 | Regionalliga Südwest | 1.    | 8  | 1 | 1  | 69:13 | 42     | 1. Runde           |
| 2022/23 | Regionalliga Südwest | 2.    | 19 | 3 | 2  | 94:17 | 60     | 2. Runde           |
| 2023/24 | Regionalliga Südwest | 2.    | 17 | 2 | 3  | 67:16 | 53     | nicht qualifiziert |
| 2024/25 | Regionalliga Südwest | 2.    | 18 | 1 | 3  | 61:14 | 55     | nicht qualifiziert |
| 2025/26 | Regionalliga Südwest |       |    |   |    |       |        | nicht qualifiziert |

Nach dem Abstieg wurde die Mannschaft aus Saarbrücken in die Süd-Staffel der 2. Bundesliga einsortiert. In der ersten Saison nach dem Abstieg wurde mit dem achten Platz klar der Wiederaufstieg in die erste Liga verpasst. In der Saison 2013/14 sicherten sie sich den dritten Platz hinter dem ungeschlagenen SC Sand und dem 1. FC Köln. In der darauffolgenden Saison konnte an die guten Leistungen aus der Vorsaison angeknüpft werden und der 1. FC Saarbrücken belegte in der Tabelle den vierten Platz, welcher auch in der Saison 2015/16 bestätigt werden konnte.
Nachdem man in der Saison 2016/17 nur den sechsten Platz belegte, belegte die Mannschaft aus dem Saarland in der Saison 2017/18 den vierten Platz. Durch den vierten Platz qualifizierte sich die Mannschaft für die eingleisige 2. Bundesliga, welche zur Saison 2018/19 eingeführt wurde. In der DFB-Pokal 2018/19 schaffte es der 1. FC Saarbrücken erstmals seit der Pokalfinalteilnahme im Jahr 2008 ins Viertelfinale. Nachdem sie gegen den FSV Hessen Wetzlar, Borussia Mönchengladbach und den FF USV Jena gewonnen hatten, trafen sie im Viertelfinale auf den FC Bayern München. Gegen den späteren Pokalfinalisten schied die Mannschaft ohne Chance mit 0:15 aus dem DFB-Pokal aus.

## Stadion

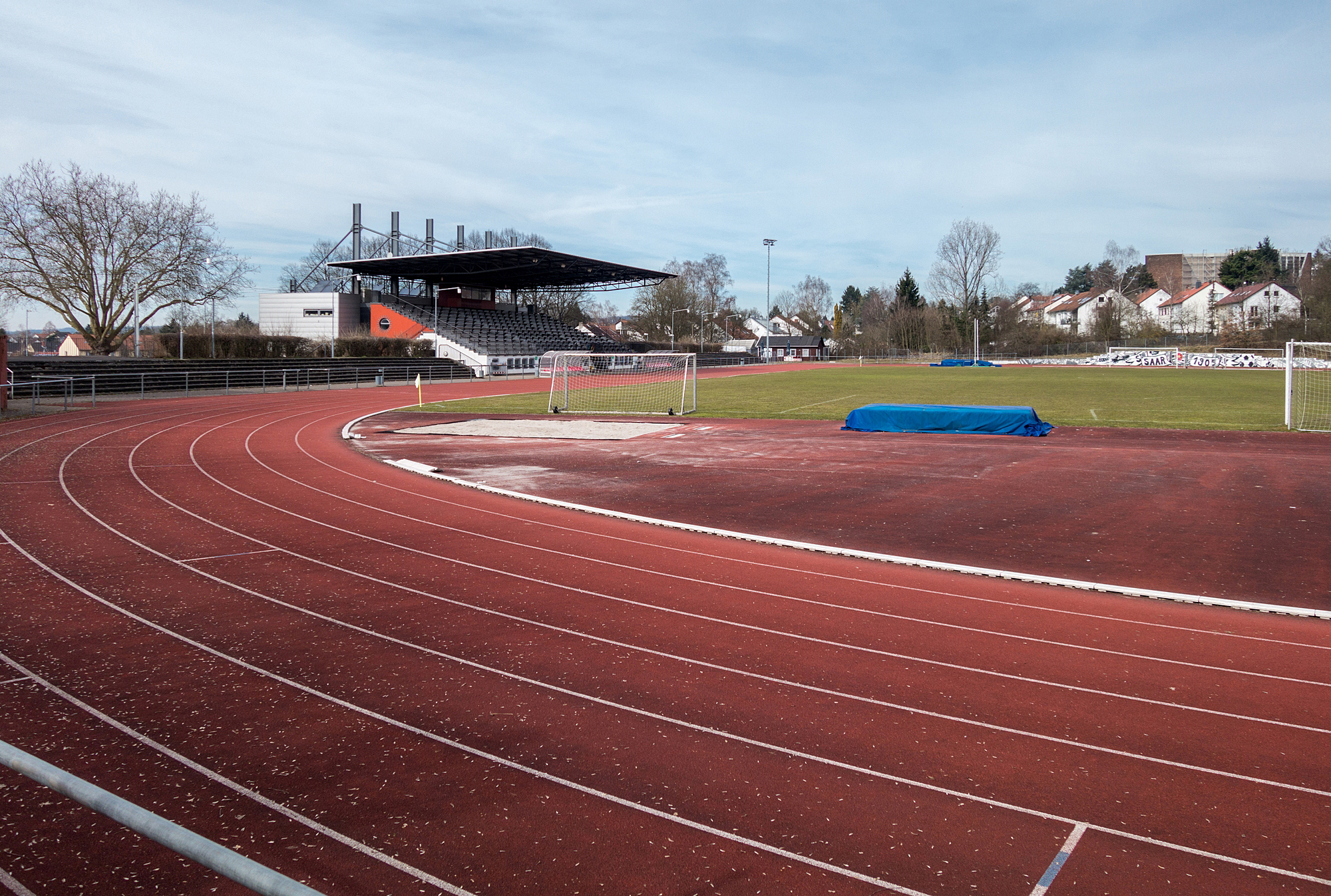
Stadion Kieselhumes

Die Frauenmannschaft spielt ihre Heimspiele im Stadion Kieselhumes, wo schon die saarländische Fußballnationalmannschaft ihre Heimspiele ausgetragen hat. Mit den 6000 Plätzen gehört das Stadion zu den größeren Stadien in der 2. Bundesliga.

## Erfolge
- Finalist beim DFB-Pokal: 2007/08
- Meister der 2. Bundesliga Süd: 2006/07 und 2008/09
- Meister der Regionalliga Südwest: 2002/03